# Parc national de Goobang
Le parc national de Goobang est un parc national situé en Nouvelle-Galles du Sud en Australie à 296 km au nord-ouest de Sydney. Il abrite le plus grand vestige de forêt de la région centre-ouest de l'État, où les espèces des faunes et flores intérieure et côtière se chevauchent. D'abord nommée Hervey Range par John Oxley en 1817, la zone a été protégée en 1897 en tant que forêt d'État en raison de son importance en ressource en bois et a été transformée en parc national en 1995.